# Port lotniczy Hanamaki
Port lotniczy Hanamaki (IATA: HNA, ICAO: RJSI) – port lotniczy położony 8 km na północny wschód od Hanamaki, w prefekturz Iwate, w Japonii.

## Linie lotnicze i połączenia
- Fuji Dream Airlines (Fukuoka, Kumamoto, Nagoja-Komaki)
- Japan Airlines obsługiwane przez JAL Express (Osaka-Itami)
- Japan Airlines obsługiwane przez J-Air (Osaka-Itami, Sapporo-Chitose)